# Свети Атанасий (Кърнево)
„Свети Атанасий“ или „Свети Атанас“ (на македонска литературна норма: „Свети Атанас“) е църквище, раннохристиянска православна базилика, чиито руини са открити край тиквешкото село Кърнево, Северна Македония.

## Местоположение
Базиликата е разположена на заравнено плато, западно от пътя.

## Описание
Базиликата е открита в 1975 година при разкопки, като е разкопана южната и част. Изградена е в IV – V век. Край нея има зидана раннохристиянска гробница. Представлява трикорабен храм с нартекс и екзонартекс. Средният кораб на изток завършва с полукръгла апсида. Олтарната преграда е от мраморни блокове, а подът в презвитериума е покрит с мраморни плочи в техниката opus sectile.